# Raposa

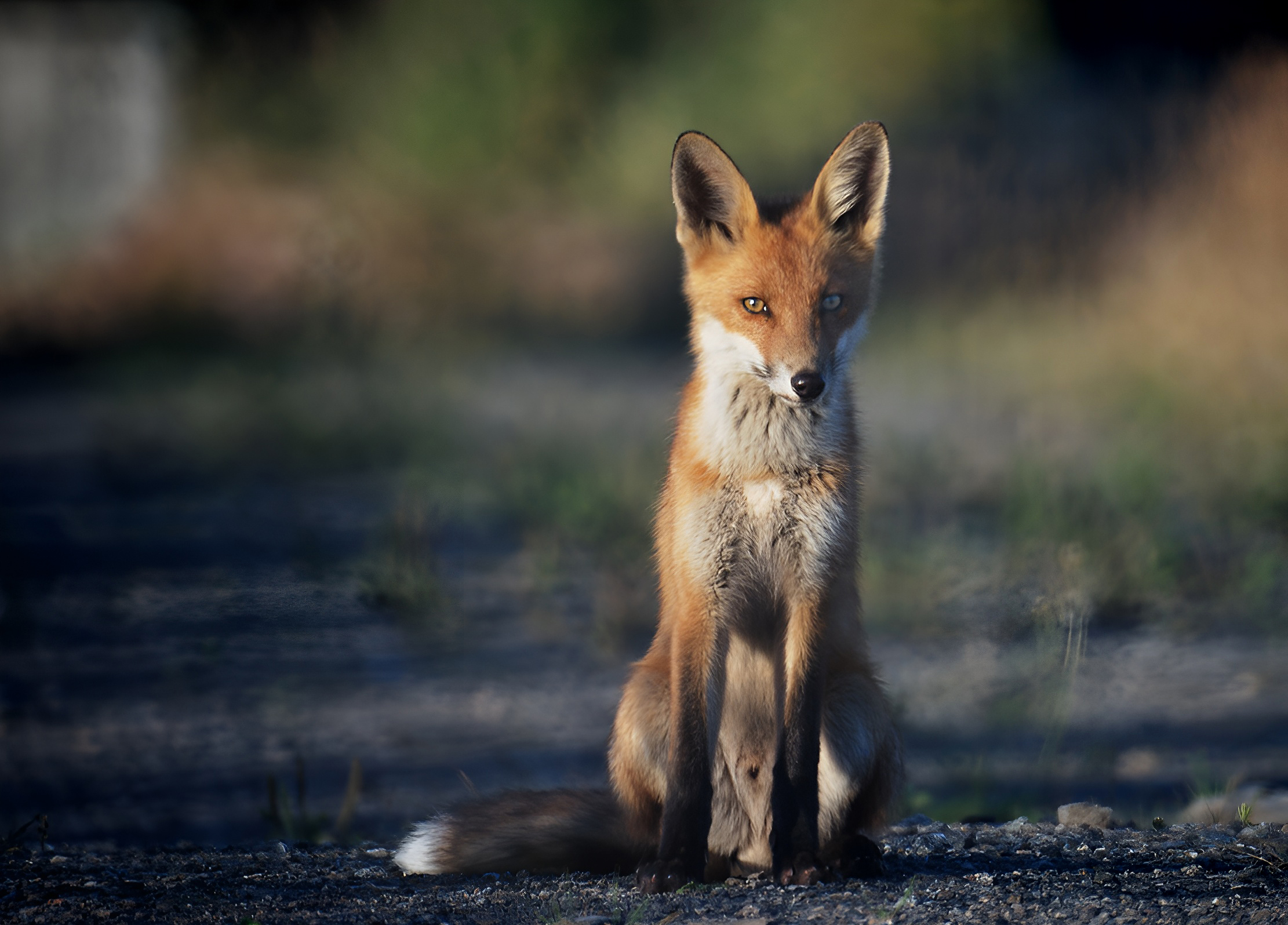
Raposa-vermelha

Raposas são pequenos a médios mamíferos onívoros pertencentes a vários gêneros da família Canidae. As raposas têm o crânio achatado, orelhas triangulares verticais, focinho pontiagudo e ligeiramente arrebitado e uma cauda longa e espessa.
Doze espécies pertencem ao grupo monofilético de "raposas verdadeiras" do gênero Vulpes. Aproximadamente outras 25 espécies atuais ou extintas são parte do grupo parafilético das raposas sul-americanas ou do grupo periférico, que consiste na raposa-orelhas-de-morcego, raposa-cinzenta e raposa-das-ilhas.
As raposas vivem em todos os continentes, exceto a Antártida. De longe, a espécie mais comum e difundida de raposa é a raposa vermelha (Vulpes vulpes) com cerca de 47 subespécies reconhecidas. A distribuição global das raposas, juntamente com sua ampla reputação de astúcia, contribuíram para sua proeminência na cultura popular e no folclore em muitas sociedades ao redor do mundo. A caça à raposa com matilhas de cães, há muito uma atividade estabelecida na Europa, especialmente nas Ilhas Britânicas, foi exportada por colonos europeus para várias partes do Novo Mundo.

## Etimologia
Raposa ou rabosa têm origem do Latim rapu- (rabo), que nela é bem desenvolvida e peluda, possível vê-la de longe. Já golpelha é derivado de vulpicŭla-, diminutivo de vulpes, raposa em Latim.

## Relações filogenéticas

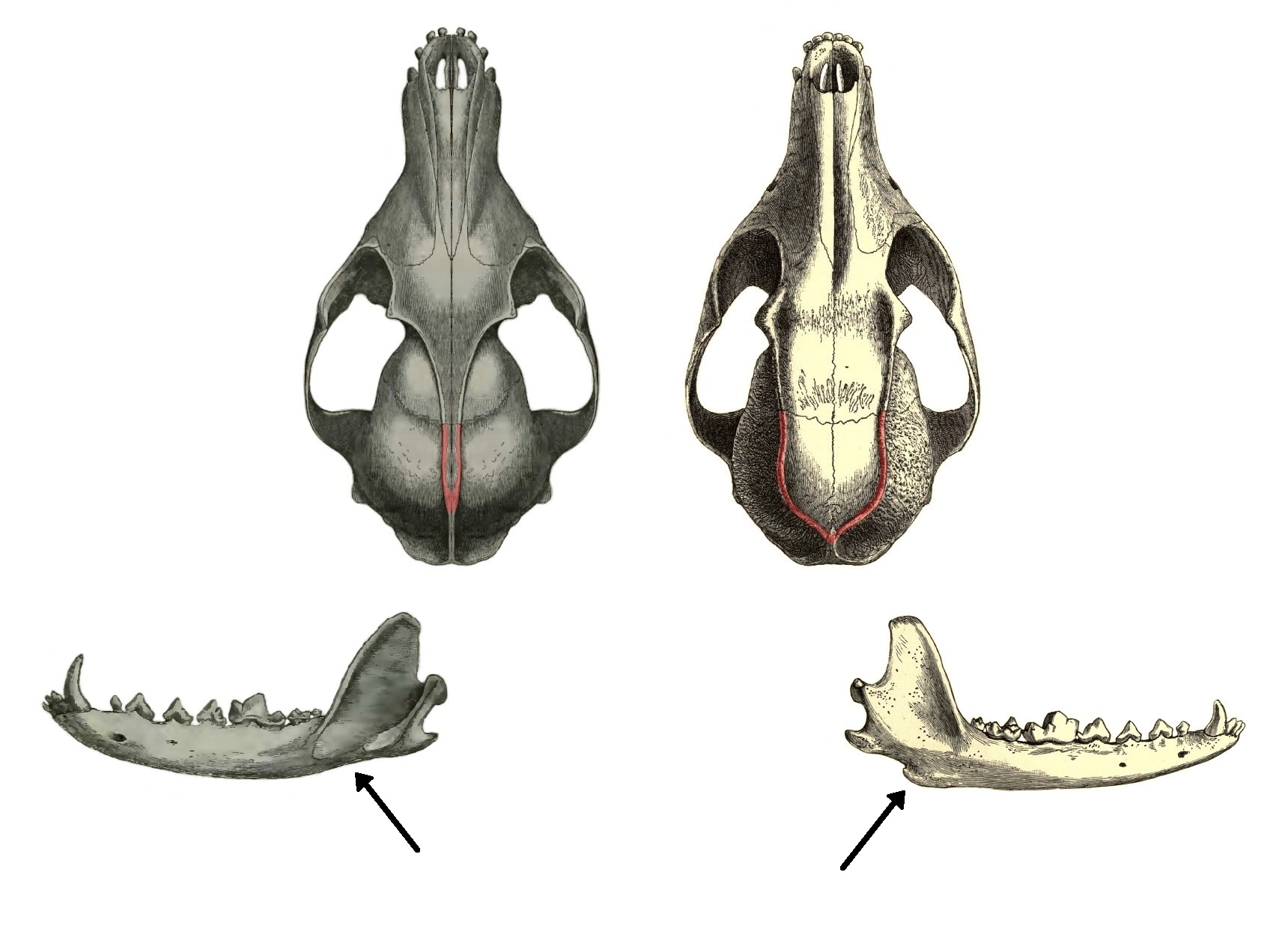
Ilustração comparativa de crânios de uma raposa verdadeira (esquerda) e raposa cinza (direita), com diferentes cristas temporais e lobos subangulares indicados

Dentro de Canidae, os resultados da análise de DNA mostram várias divisões filogenéticas:
1. Os canídeos semelhantes a raposas, que incluem a raposa-veloz (Vulpes velox), raposa vermelha (Vulpes vulpes), raposa-do-cabo (Vulpes chama), raposa do ártico (Vulpes lagopus), and feneco (Vulpes zerda).[6]
2. Os canídeos semelhantes a lobos, (gênero Canis, Cuon e Lycaon) incluem o cão (Canis lupus familiaris), lobo-cinzento (Canis lupus), lobo-vermelho (Canis rufus), lobo-oriental (Canis lycaon), coiote (Canis latrans), chacal-dourado (Canis aureus), lobo-etíope (Canis simensis), chacal-de-dorso-negro (Canis mesomelas), chacal-listrado (Canis adustus), cão-selvagem-asiático (Cuon alpinus), and mabeco (Lycaon pictus).[6]
3. Os canídeos sul-americanos, incluindo o cachorro-do-mato (Speothos venaticus), raposa-do-campo (Lycalopex uetulus), cachorro-do-mato (Cerdocyon thous) e lobo-guará (Chrysocyon brachyurus).[6]
4. Vários táxons monotípicos, incluindo a raposa-orelhas-de-morcego (Otocyon megalotis), raposa-cinzenta (Urocyon cinereoargenteus), e cão-guaxinim (Nyctereutes procyonoides).[6]

## Biologia

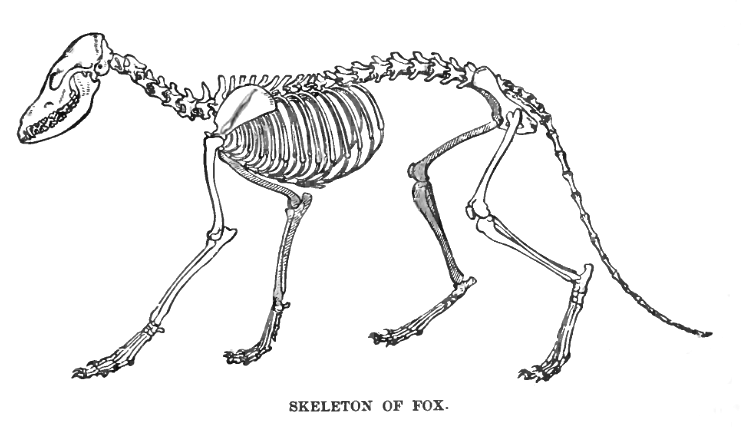
Esqueleto de raposa

### Morfologia geral
As raposas são geralmente menores do que alguns outros membros da família Canidae, como  lobos e chacais, embora possam ser maiores do que alguns dentro da família, como cães-guaxinins. Na maior espécie, a raposa-vermelha, os machos pesam em média entre 4,1–8,7 kg, enquanto a menor espécie, o feneco, pesa apenas 0.7–1.6 kg. As características das raposas geralmente incluem uma face triangular, orelhas pontudas, uma rostro alongada e uma cauda espessa. As raposas são digitígradas; elas andam na ponta dos pés. Ao contrário da maioria dos membros da família Canidae, as raposas têm garras parcialmente retráteis. As vibrissas de raposa, ou bigodes, são pretas. Os bigodes no focinho, as vibrissas, têm média de 100–110 mm de comprimento, enquanto os bigodes em todos os outros lugares da cabeça são mais curtos. Bigodes (vibrissas carpais) também estão nos membros anteriores e têm 40  mm longos, apontando para baixo e para trás. Outras características físicas variam de acordo com o habitat e a significância adaptativa.
As espécies de raposas diferem na cor, comprimento e densidade do pelo. As cores da pelagem variam do branco perolado ao preto e branco ao preto salpicado de branco ou cinza na parte inferior. Fenecos (e outras espécies de raposas adaptadas à vida no deserto, como raposas-anãs), por exemplo, tem orelhas grandes e pêlo curto para ajudar a manter o corpo fresco. raposas-do-ártico, por outro lado, têm orelhas pequenas e membros curtos, bem como pêlo espesso e isolante, que ajuda a manter o corpo aquecido. As raposas vermelhas possuem um pêlo tipicamente ruivo, a cauda normalmente termina com uma mancha branca tail. A cor e a textura da pelagem de uma raposa podem variar devido à mudança nas estações; as peles de raposa são mais ricas e densas nos meses mais frios e mais leves nos meses mais quentes. Para se livrar da densa pelagem de inverno, as raposas trocam de pêlo uma vez por ano por volta de abril; o processo começa nos pés, sobe pelas pernas e, em seguida, ao longo das costas. A cor da pelagem também pode mudar conforme o indivíduo envelhece.

### Dentição
A dentição de uma raposa, como todos os outros canídeos, é I 3/3, C 1/1, PM 4/4, M 3/2 = 42. (As raposas-orelhas-de-morcego têm seis molares extras, totalizando 48 dentes.) As raposas têm pares pronunciados de dentes carniceiros, o que é característico de um carnívoro. Esses pares consistem no pré-molar superior e no primeiro molar inferior, e trabalham juntos para cisalhar materiais duros como a carne. Os caninos das raposas são pronunciados, também característicos de um carnívoro, e são excelentes para agarrar presas.

### Comportamento

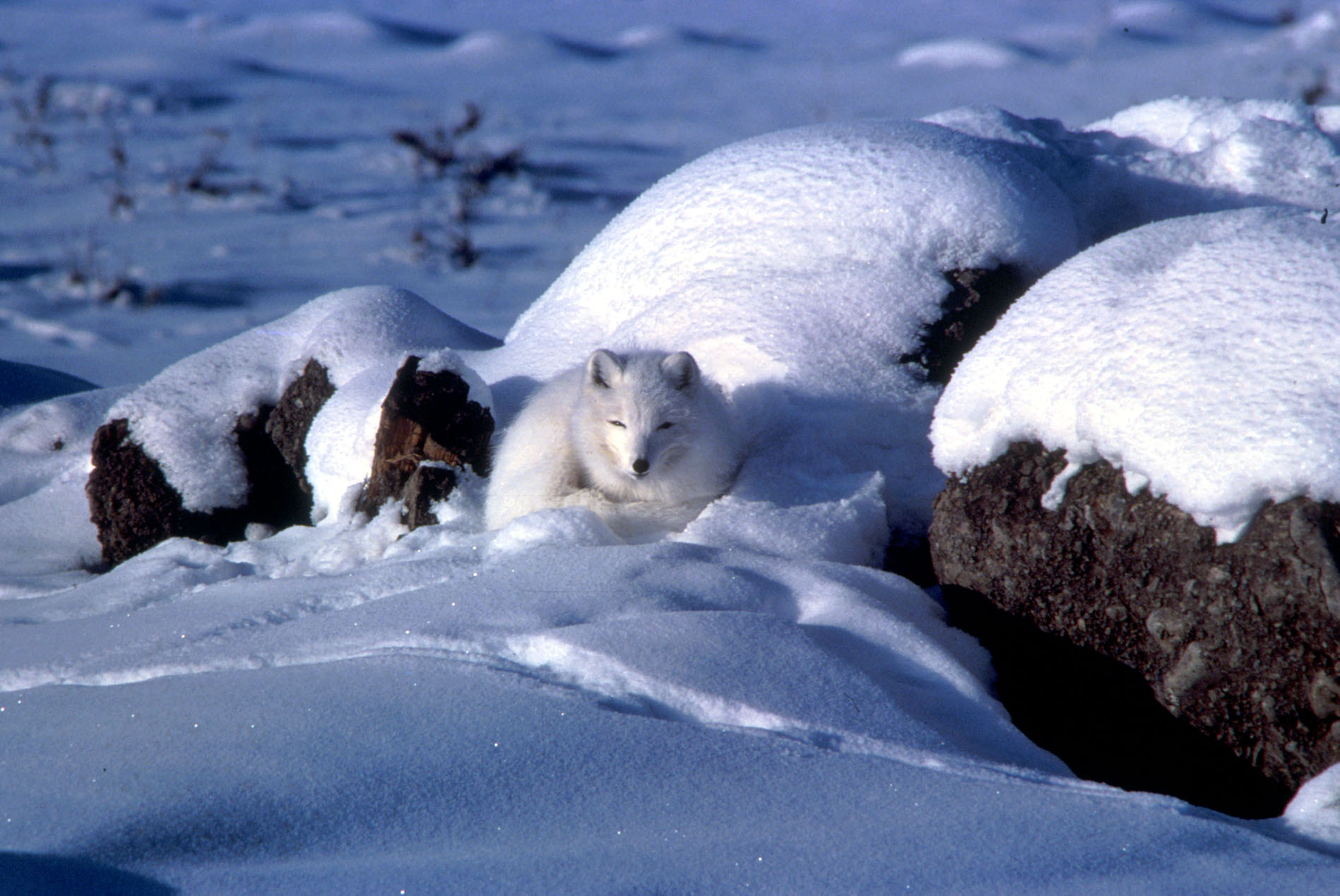
Raposa-do-ártico enrolada na neve

Na natureza, a expectativa de vida típica de uma raposa é de um a três anos, embora os indivíduos possam viver até dez anos. Ao contrário de muitos canídeos, as raposas nem sempre são animais de carga. Normalmente, elas vivem em pequenos grupos familiares, mas alguns (como raposas-do-ártico) são solitários.
Raposas são onívoras. Sua dieta é composta principalmente de invertebrados, como insetos, e pequenos vertebrados, como répteis e pássaros. Elas também podem comer ovos e vegetação. Muitas espécies são predadores generalistas, mas algumas (como a cachorro-do-mato) têm dietas mais especializadas. A maioria das espécies de raposas consomem cerca de 1 kg de comida todos os dias. Raposas armazenam excesso de comida, enterrando-a para consumo posterior, geralmente sob as folhas, neve ou solo. Durante a caça, as raposas tendem a usar uma técnica de ataque específica, de modo que se agacham para se camuflar no terreno e, em seguida, usam as patas traseiras para pular com grande força e pousar em cima da presa escolhida. Usando seus dentes caninos pronunciados, elas podem agarrar o pescoço da presa e sacudi-la até que esteja morta ou possa ser facilmente estripada.
A raposa-cinzenta é uma das duas únicas espécies caninas conhecidas por subir em árvores regularmente; o outro é o cão-guaxinim.

### Características sexuais
O escroto da raposa macho é segurado próximo ao corpo com os testículos dentro, mesmo depois que eles descem. Como outros caninos, a raposa macho tem um báculo, ou osso peniano. Os testículos das raposas-vermelhas são menores do que os das raposas-do-ártico. A formação de esperma em raposas-vermelhas começa em agosto-setembro, com os testículos atingindo seu maior peso em dezembro-fevereiro.
As raposas fêmeas ficam no cio por um a seis dias, fazendo seu ciclo reprodutivo durar doze meses. Como com outros caninos, os óvulos são eliminados durante o estro sem a necessidade de estimulação da cópula. Uma vez que o ovo é fertilizado, a raposa entra em um período de gestação que pode durar de 52 a 53 dias. As raposas tendem a ter um tamanho médio de ninhada de quatro a cinco, com uma taxa de sucesso de 80 por cento em engravidar. O tamanho da ninhada pode variar muito de acordo com a espécie e o ambiente — a raposa-do-ártico, por exemplo, pode ter até onze filhotes.

### Vocalização
O repertório vocal da raposa é vasto:
- Choro – Feito logo após o nascimento. Ocorre em uma taxa alta quando os filhotes estão com fome e quando a temperatura corporal está baixa. Chorar estimula a mãe a cuidar de seus filhos; também estimula a raposa macho a cuidar de sua companheira e dos filhotes.
- Ganido – Feito cerca de 19 dias depois. O choramingo dos filhotes se transformam em latidos infantis, ganidos, que ocorrem fortemente durante a brincadeira.
- Chamada explosiva – Com a idade de cerca de um mês, os filhotes podem emitir um chamado explosivo que tem o objetivo de ameaçar intrusos ou outros filhotes; um uivo agudo.
- Chamada combativa – Em adultos, o chamado explosivo torna-se um chamado combativo de boca aberta durante qualquer conflito; um latido mais agudo.
- Rosnado – Uma indicação de uma raposa adulta para seus filhotes para se alimentar ou dirigir-se ao local do adulto.
- Latido – Raposas adultas alertam contra intrusos e em defesa latindo.

No caso das raposas domesticadas, o gemido parece permanecer nos indivíduos adultos como um sinal de excitação e submissão na presença de seus donos.

## Classificação
Canídeos comumente conhecidos como raposas incluem os seguintes gêneros e espécies:
| Gênero     | Espécie | Foto |
| ---------- | --- | ---- |
| Canis      | Lobo-etíope |      |
| Cerdocyon  | Cachorro-do-mato |      |
| † Dusicyon | gênero extinto, incluindo o lobo-das-malvinas, também conhecido como a raposa-das-malvinas |      |
| Lycalopex  | - Raposa-colorada - Raposa-de-Darwin - Raposa-cinzenta-argentina - Graxaim-do-campo - Raposa-do-deserto-peruana - Raposa-do-campo                                                                        |      |
| Otocyon    | Raposa-orelhas-de-morcego |      |
| Urocyon    | - Raposa-cinzenta - Raposa-das-ilhas - Raposa-de-cozumel (não descrita) |      |
| Vulpes     | - Raposa-do-ártico - Raposa-de-bengala - Raposa-afegã - Raposa-do-cabo - Raposa-das-estepes - Feneco - Raposa-anã - Raposa-pálida - Raposa-de-rüppell - Raposa-vermelha - Raposa-veloz - Raposa-tibetana |      |

## Conservação

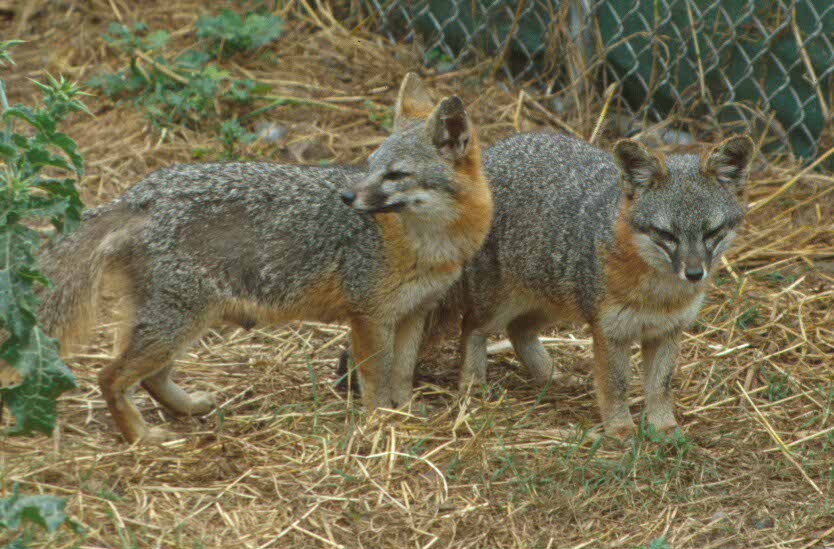
A raposa-das-ilhas é uma espécie quase ameaçada.

Várias espécies de raposas estão ameaçadas em seus ambientes nativos.

### Raposa-do-campo (Lycalopex vetulus)

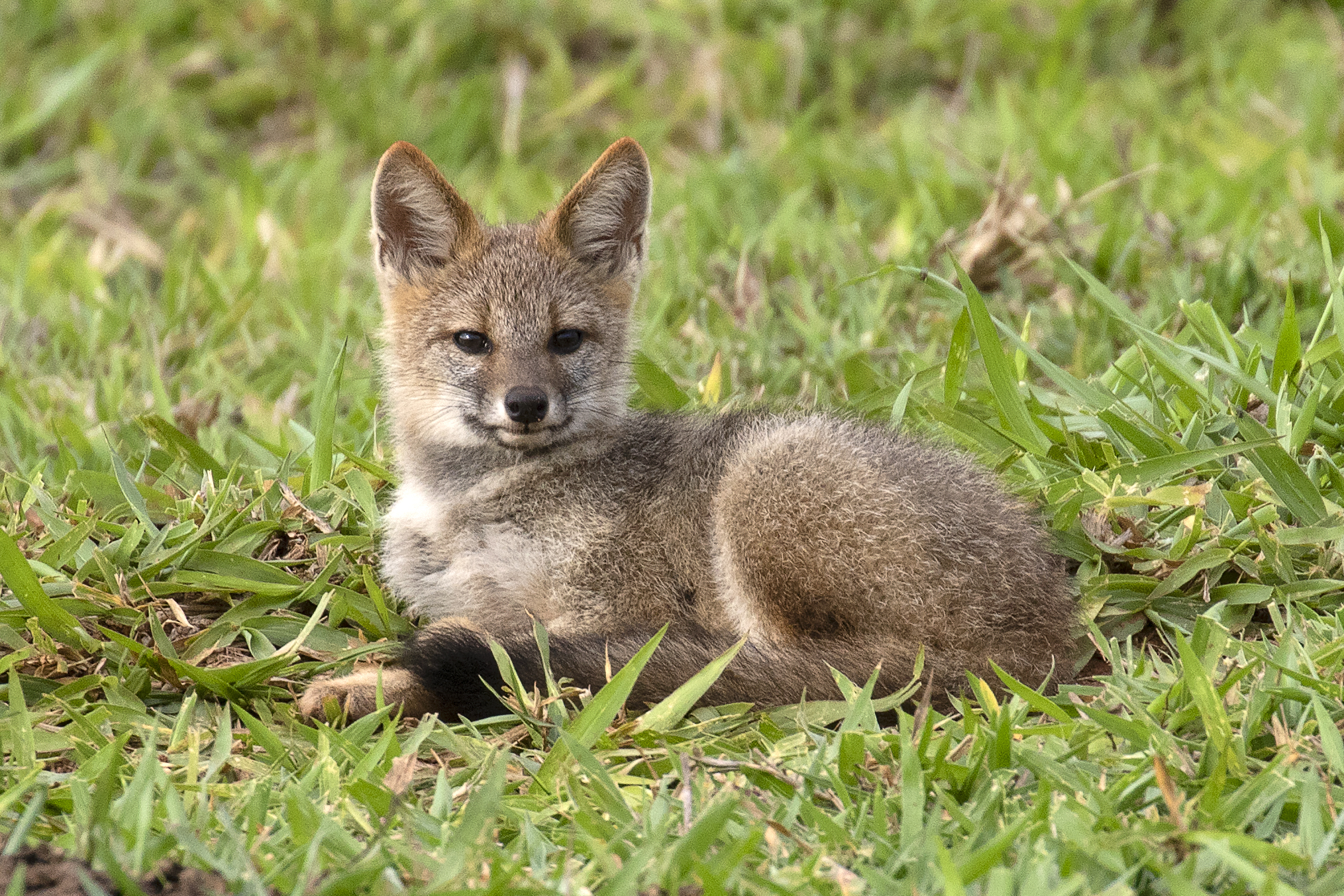
Espécime jovem de raposa-do-campo.

A raposa-do-campo ou raposinha-do-campo (Lycalopex vetulus) é considerada uma espécie quase ameaçada, endêmica do Cerrado, um bioma com menos de 20% de sua área original intacta. É uma espécie pouco conhecida e pouco estudada, particularmente diferente de outras espécies, por se alimentar preferencialmente de invertebrados (especialmente cupins), frutos e roedores. Sua ameaça principal é o desmatamento. Estima-se que a espécie terá uma perda de hábitat de no mínimo 10% até 2027.  A espécie também está sofrendo perdas significantes devido ao atropelamento, predação por cães domésticos, doenças  e alta mortalidade de filhotes/juvenis, o declínio populacional deve, em uma estimativa conservadora, ter sido de pelo menos 30% nos últimos 15 anos e deve atingir o limite de 30% nos próximos 15 anos.
Até onde se sabe a espécie só ocorre em território brasileiro, não havendo populações em países vizinhos.

### Raposa-das-ilhas (Urocyon littoralis)
A raposa-das-ilhas é restrita a seis das Ilhas do Canal da Califórnia, EUA. Em meados da década de 1990, quatro subespécies sofreram quedas populacionais catastróficas e foram listadas como em risco de extinção. No entanto, todas as quatro subespécies desde então se recuperaram ou estão se aproximando da recuperação para os níveis populacionais pré-declínio, devido ao sucesso de ações de recuperação.

### Raposa-de-darwin (Lycalopex fulvipes)

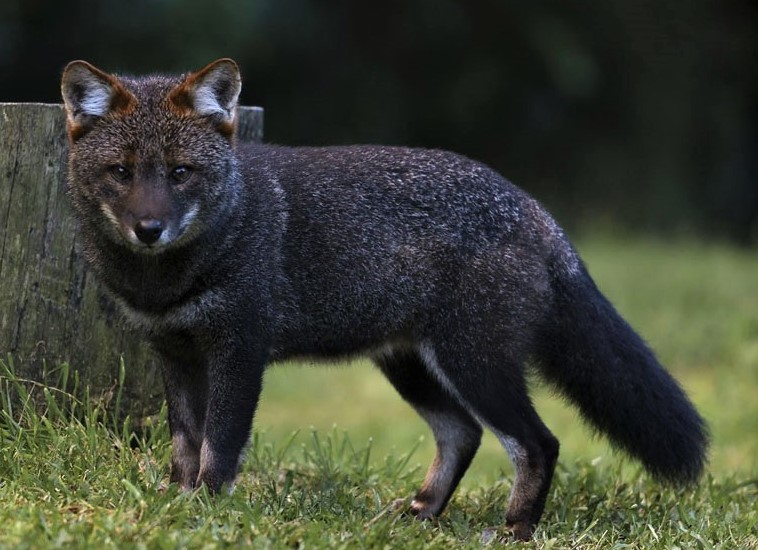
Indivíduo de raposa-de-darwin.

A raposa-de-darwin é classificada como uma espécie ameaçada de extinção pela IUCN. Anteriormente, a espécie foi considerada criticamente ameaçada com base em uma população estimada de apenas 250 indivíduos adultos e em sua distribuição restrita. No entanto, novos estudos indicam que a distribuição da espécie é maior do que se pensava originalmente. Ainda assim, é provável que o tamanho total da população não exceda 2 500 indivíduos maduros e, portanto, a espécie é listada como ameaçada de acordo com o critério C da IUCN.
A raposa-de-darwin é endêmica ao Chile, ocorrendo em pelo menos duas populações distintas; uma encontrada nas florestas da Ilha de Chiloé, a segunda é encontrada na faixa costeira do Chile continental. No Chile continental, a população está limitada ao Parque Nacional Nahuelbuta (Região de Araucanía), Cordilheira Costeira Valdiviana (Região de Los Ríos). A fragmentação das florestas e o desmatamento são uma grande ameaça para as raposas-de-Darwin. Cães domésticos podem representar a maior ameaça à sua sobrevivência, espalhando doenças ou atacando diretamente.

## Relações com humanos

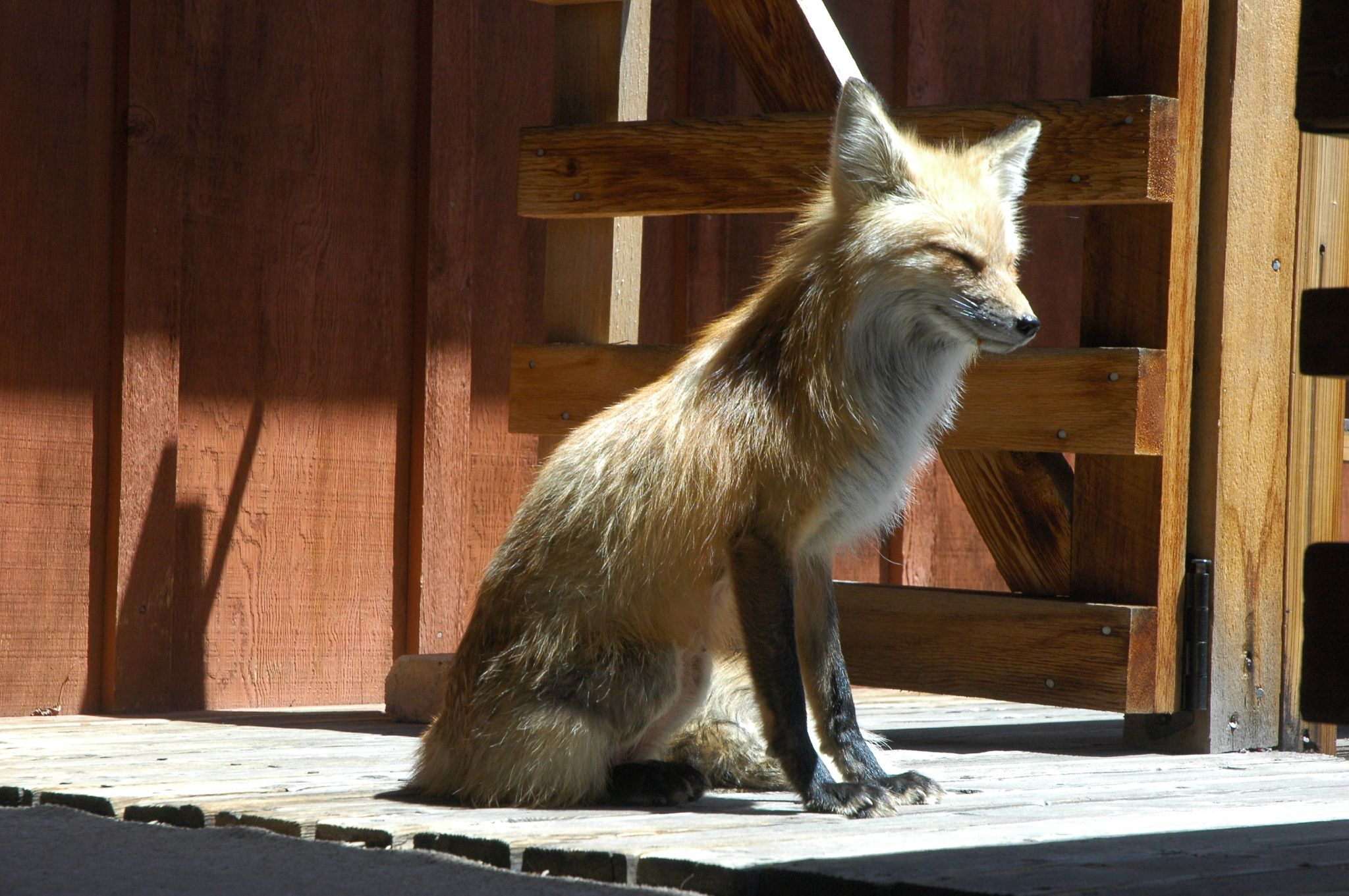
Uma raposa-vermelha na varanda de uma casa

Frequentemente, as raposas são consideradas pragas ou criaturas incômodas por seus ataques oportunistas a aves domésticas e outros animais pequenos. Ataques de raposas em humanos não são comuns.
Muitas raposas se adaptam bem aos ambientes humanos, com várias espécies classificadas como "carnívoros urbanos residentes" por sua capacidade de sustentar populações inteiramente dentro dos limites urbanos. As raposas em áreas urbanas podem viver mais e podem ter tamanhos menores de ninhada do que raposas em áreas não urbanas. As raposas urbanas são onipresentes na Europa, onde apresentam comportamentos alterados em comparação com raposas não urbanas, incluindo aumento da densidade populacional, território menor e matilha de forragem. As raposas foram introduzidas em vários locais, com efeitos variados na flora e fauna indígenas.
Em alguns países, as raposas são os principais predadores de coelhos e galinhas. As oscilações populacionais dessas duas espécies foram as primeiras oscilações não lineares estudadas e levaram à derivação da Equação de Lotka-Volterra.

### Caça à raposa
A caça à raposa teve origem no Reino Unido no século XVI. A caça com cães agora é proibida no Reino Unido, embora caçar sem cães ainda seja permitido. As raposas vermelhas foram introduzidas na Austrália no início do século XIX para a prática de esportes e, desde então, se espalharam por grande parte do país. Elas causaram declínio populacional entre muitas espécies nativas e predam animais, especialmente cordeiros novos. A caça à raposa é praticada como recreação em vários outros países, incluindo Canadá, França, Irlanda, Itália, Rússia, Estados Unidos e Austrália. Em Portugal é permitida a caça à raposa (Decreto-Lei n.º 202/2004), mas tem havido uma contestação popular e iniciativas para sua abolição.

### Domesticação
Existem muitos registros de raposas-vermelhas-domésticas e outros, mas raramente de domesticação contínua. Uma exceção recente e notável é a raposa-prateada-doméstica, que resultou em mudanças visíveis e comportamentais, e é um estudo de caso de modelagem de uma população animal de acordo com as necessidades de domesticação humana. O grupo atual de raposas-prateadas-domésticas é o resultado de quase 50 anos de domesticação na União Soviética e na Rússia. Essa reprodução seletiva resultou em características físicas e comportamentais que aparecem frequentemente em gatos domésticos, cães e outros animais, como mudanças de pigmentação, orelhas caídas e caudas encaracoladas. Notavelmente, as novas raposas tornaram-se mais domesticadas, permitindo-se ser acariciadas, choramingando para chamar a atenção e cheirando e lambendo seus cuidadores.

### Raposas urbanas
As raposas estão entre os relativamente poucos mamíferos que foram capazes de se adaptar a um certo grau para viver em ambientes humanos urbanos (principalmente suburbanos). Sua dieta onívora permite que sobrevivam com a comida desperdiçada que é descartada, e sua natureza nervosa e muitas vezes noturna significa que muitas vezes são capazes de evitar a detecção, apesar de seu tamanho maior. Raposas urbanas, no entanto, foram identificadas como ameaças a gatos e cães pequenos e, por esse motivo, muitas vezes há pressão para excluí-las desses ambientes.

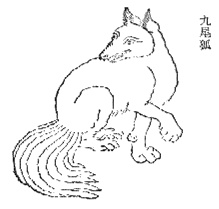
A criatura que aparece sob o nome de raposa de nove caudas (九尾狐) no Shanhaijing, retratada em uma edição da dinastia Qing

### Na cultura
A raposa aparece em muitas culturas, geralmente no folclore e na mitologia. No entanto, existem pequenas variações em suas representações. No folclore ocidental e persa, as raposas são símbolos de astúcia e malandragem — uma reputação derivada especialmente de sua capacidade de fugir dos caçadores. Isso geralmente é representado como um personagem que possui essas características. Esses traços são usados em uma ampla variedade de personagens, tornando-os um incômodo para a história, um herói incompreendido ou um vilão tortuoso. Na mitologia asiática, as raposas são representadas como um espírito familiar, possuindo poderes mágicos. As raposas também são frequentemente retratadas como travessas, geralmente enganando outras pessoas, com a habilidade de disfarçar-se como uma mulher atraente. No entanto, existem outras representações de raposas como criaturas místicas e sagradas que podem causar admiração ou ruína. A raposa de nove caudas aparece no folclore, na literatura e na mitologia chinesa, nas quais, dependendo do conto, podem representar um bom ou mau presságio. O tema foi eventualmente introduzido da cultura chinesa para a japonesa (Kitsune) e a coreana.
A constelação Vulpecula representa uma raposa.
A raposa também é mascote oficial do Cruzeiro Esporte Clube, criada pelo chargista e professor Fernando Pieruccetti, também conhecido como Mangabeira, em 1945. Características como a astúcia e a rapidez do animal foram atribuídas na época ao então presidente do clube celeste, Mario Grosso, conhecido pela sua esperteza nas negociações de jogadores.